# Annelene von Schönfeldt
Annelene von Schönfeldt (* 17. August 1939 in Schwerin) ist eine ehemalige deutsche Politikerin (FDP). Sie war Mitglied der Bremischen Bürgerschaft.

## Biografie
Von Schönfeldt ist die Tochter des Gynäkologen Conrad Rausch und war vor ihrer Abgeordnetenzeit als Krankengymnastin tätig.
Von Schönfeldt wurde Mitglied der FDP. Sie war von 1987 bis 1995 Mitglied der 12. und 13. Bremischen Bürgerschaft und dort Mitglied verschiedener Deputationen u. a. für Bildung (Sprecherin). Sie war in der Bürgerschaft Schriftführerin (13. WP) und Vorsitzende des Ausschusses zu den Schulgesetzen sowie bildungspolitische Sprecherin der FDP-Fraktion. In der 14. Bürgerschaft war die FDP nicht vertreten.
Verheiratet ist sie mit dem Richter und FDP-Politiker Ernst von Schönfeldt, der zuvor Mitglied der Bürgerschaft war. Beide haben zwei Töchter.